# Райна Савова
Райна Раева Савова е българска учителка.

## Биография
Родена е през 1895 г. в Горна Оряховица. През 1923 г. завършва славянска филология и литература в Софийския университет. В периодите 1924 – 1925 и 1937 – 1939 г. специализира френска филология в Париж. Учителка е в с. Драганово, Горнооряховско (1917 – 1918), Сухиндол (1922 – 1923), Айтос (1925 – 1926), Петрич (1926 – 1927), Пещера (1927 – 1929), Плевен (1929 – 1930), Търново (1930 – 1932, 1934 – 1937, 1939 – 1943), Горна Оряховица (1932 – 1934, 1943 – 1945). Автор е на стихосбирката „Нишки“ (1940). Умира през 1964 г.
Личният ѝ архив се съхранява във фонд 1008К в Централен държавен архив. Той се състои от 491 архивни единици от периода 1890 – 1962 г.